# Städtische Universität Sapporo

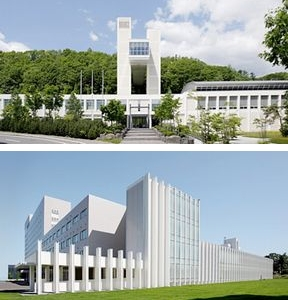
Geijutsu-no-Mori-Campus (oben) und Sōen-Campus (unten, 2010)

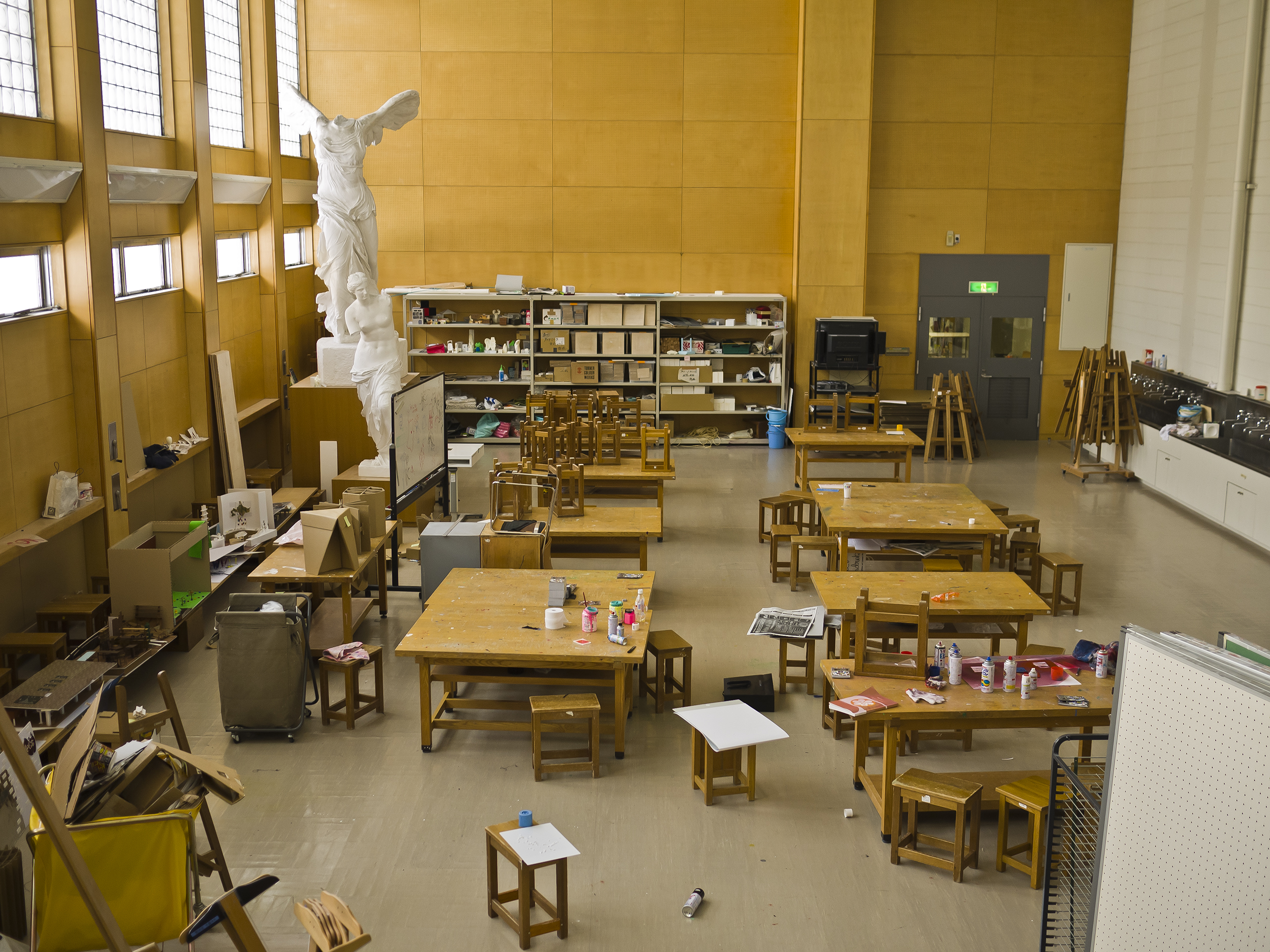
Im Gebäude vom Geijutsu-no-Mori-Campus (2011)

Die Städtische Universität Sapporo (japanisch 札幌市立大学 Sapporo-shiritsu daigaku; engl. Sapporo City University, kurz: SCU) ist eine städtische Universität in Japan. Der Hauptcampus liegt in Minami-ku, Sapporo in der Präfektur Hokkaidō.

## Geschichte
Gegründet wurde die Universität 2006 durch den Zusammenschluss zweier städtischen Fachschulen: die Städtische Höhere Krankenpflegeschule Sapporo (札幌市立高等看護学院 Sapporo-shiritsu kōtō kango gakuin) und die Städtische Fachoberschule Sapporo (札幌市立高等専門学校 Sapporo-shiritsu kōtō semmon gakkō; engl. Sapporo School of the Arts). 2010 richtete sie die Masterstudiengänge ein, und 2012 dann die Doktorkurse.
Die Geschichte der zwei Vorgänger der Universität war wie folgt:
Die Städtische Höhere Krankenpflegeschule Sapporo wurde 1965 gegründet. 1995 zog sie in den heutigen Sōen-Campus neben dem Städtischen Krankenhaus um.
Die Städtische Fachoberschule Sapporo wurde 1991 gegründet. Das Gründungsziel war Frühbildung von Design - beeinflusst von der Bildungsphilosophie vom deutschen Bauhaus. Der erste Rektor (1991–1997) war Kiyoshi Seike und das Schulgebäude war sein Werk. Der Campus lag neben dem Sapporo Art Park (札幌芸術の森 Sapporo geijutsu no mori). 1996 gründete sie den 2-jährigen Aufbaukurs (Bachelorstudiengang).

## Fakultäten
- Geijutsu-no-Mori-Campus (in Minami-ku, Sapporo. 42° 56′ 41,3″ N, 141° 20′ 34,8″ OKoordinaten: 42° 56′ 41,3″ N, 141° 20′ 34,8″ O):
  - Fakultät für Design
- Sōen-Campus (in Chūō-ku, Sapporo. 43° 4′ 14″ N, 141° 20′ 7,5″ O):
  - Fakultät für Krankenpflegewissenschaft